# Fidel Anadón
Fidel Lorenzo Anadón (Santa Elena, Entre Ríos; 10 de agosto de 1895-Buenos Aires, 17 de agosto de 1981) fue un marino argentino que ejerció como ministro de Marina de su país durante la presidencia de Juan Domingo Perón.

## Biografía
Egresado de la Escuela Naval Militar en 1915, cursó estudios de especialización en submarinos en Tarento, Italia, entre 1927 y 1929. 
Hizo una larga carrera de oficial en diversos buques de la Armada Argentina y en la base de Puerto Belgrano.
Era Director de la Escuela de Mecánica de la Armada en el año 1943, al estallar la revolución de ese año; al producirse el intento de ocupación de la misma por parte de una columna del Ejército, defendió la Escuela enérgicamente, tras la evacuación de la misma por parte de todos los conscriptos que allí se encontraban. Durante 45 minutos hubo un enérgico cambio de disparos de armas livianas y pesadas, que costaron la vida de un suboficial segundo y cuatro marineros primeros de la Armada.
El presidente  Pedro Pablo Ramírez lo nombró gobernador de la Gobernación Marítima de Tierra del Fuego. Durante su mandato se instaló una sucursal del Banco de la Nación Argentina en Ushuaia y una estación radiográfica, se inició el trazado de una ruta desde Ushuaia hasta Río Grande, se hicieron instalaciones de agua corriente y cloacas a los edificios públicos: la casa de Gobierno, la Policía, el Correo y la ampliación de la casa del gobernador.
Promovió la radicación de capitales y fomentó el turismo en la zona de Tierra del Fuego; para esto llevó a cabo un plan de construcción en escuelas y centros navales de Buenos Aires. Se creó el parque nacional Tierra del Fuego. Construyó hosterías y hoteles: la hostería Ramaikén a orillas del lago Fagnano, la hostería Alakush en el parque nacional, cercana al lago Roca, y el hotel Presidencial en Ushuaia. Durante su gobernación Río Grande consiguió luz eléctrica, se comenzó a construir el primer sistema de alcantarillado y agua potable en Ushuaia y se refaccionó la Casa de Gobierno para darle un aspecto alpino y se iniciaron las primeras misiones periódicas a la Antártida.
Luego fue capitán del crucero General Belgrano y posteriormente comandante de la Base de Submarinos con asiento en Mar del Plata.
En 1944 fue nombrado comandante de la Flota Naval, con el grado de capitán de navío. Posteriormente sería ascendido a los grados de contraalmirante y luego al de vicealmirante.
En el año 1946 fue nombrado ministro de Marina por el presidente Juan Domingo Perón, quien luego lo ascendería al rango de Almirante. Brevemente ejerció en forma interina los cargos de ministro de Guerra y de Relaciones Exteriores en 1947 y 1948.
El presidente Perón le otorgó la condecoración que consideraba más significativa: la Medalla de la Lealtad.
También fue comodoro del Yacht Club Argentino.